# Joe Smith (Basketballspieler)
Joseph Leynard Smith (* 26. Juli 1975 in Norfolk, Virginia) ist ein ehemaliger US-amerikanischer Basketballspieler, der zwischen 1995 und 2011 in der NBA gespielt hat. Beim NBA-Draft 1995 war Smith der first overall pick.

## NBA
Nachdem Smith zwei Jahre für die University of Maryland gespielt hatte und zum Naismith College Player of the Year ernannt worden war, meldete er sich zum NBA-Draft 1995 an. Er wurde an erster Stelle von den Golden State Warriors gedraftet. Spieler die kurz nach ihm gezogen wurden, waren unter anderem die künftigen All-Stars Antonio McDyess, Jerry Stackhouse, Rasheed Wallace und Kevin Garnett. 
Der athletische Forward schloss seine erste Saison mit 15,3 Punkten und 8,7 Rebounds pro Spiel ab. Bei der Vergabe des NBA Rookie of the Year Award landete Smith hinter Damon Stoudamire und Arvydas Sabonis auf Platz drei. Er wurde in das NBA All-Rookie First Team berufen. Im Jahr darauf verbesserte er seine Punkteausbeute auf 18,7 Punkte pro Spiel. Während der Saison 1997–98 wurde Smith auf eigenen Wunsch von den Warriors zu den Philadelphia 76ers getradet. In Philadelphia spielte er an der Seite von Allen Iverson, jedoch fielen seine Werte auf durchschnittlich 10 Punkte und 4,5 Rebounds pro Spiel ab. Nach dem Lockout 1999 unterschrieb er für wenig Geld einen Vertrag bei den Minnesota Timberwolves. Dort bildeten Smith und Kevin Garnett ein gutes Forward-Gespann. Seine statistischen Werte steigerte er auf 13,7 Punkte und 8,2 Rebounds pro Spiel. 
Wie sich später herausstellten sollte, versprach Wolves-Manager Kevin McHale Smith zu einem späteren Zeitpunkt einen neuen Multimillionenvertrag, wenn Smith einen für unter Marktbedingungen dotierten Vertrag unterschreibt. Somit wollte das Management der Wolves mehr finanziellen Spielraum im Salary Cap schaffen, um weitere Spieler verpflichten zu können. Aufgrund dieses Skandals wurden die Timberwolves zu einer hohen Geldstrafe verurteilt. Ebenfalls besaßen die Wolves für die kommenden fünf Jahre kein Erstrunden-Draftrecht mehr. Joe Smith wurde nach dem Skandal entlassen und unterschrieb einen neuen Vertrag mit den Detroit Pistons. Nach einem erfolgreichen Jahr bei den Pistons kehrte Smith zu den Wolves zurück und blieb bis 2003 im Team.
2003 schloss sich Smith den Milwaukee Bucks an, wo er in drei Saisons gut 10 Punkte und 6 Rebounds pro Spiel erzielte. Während der Saison 2006–07 spielte er für die Denver Nuggets, ehe er unter anderem mit Andre Miller im Austausch für Allen Iverson wieder zu den 76ers wechselte. Nach der Saison unterzeichnete er einen Vertrag bei den Chicago Bulls. 
Danach folgten mehrere Einsätze für verschiedenen Teams, bei denen er die Rolle des Ergänzungsspieler ausfüllte. Nachdem er von der Bulls zu den Cleveland Cavaliers wechselte, folgte ein Trade zu den Oklahoma City Thunder. Die Thunder entließen Smith und er unterschrieb zwei Tage später erneut einen Vertrag bei den Cavaliers. Nach der Saison folgten noch Engagements bei den Atlanta Hawks und New Jersey Nets, ehe die Nets ihn 2010 zu den Los Angeles Lakers transferierten. Bei den Lakers absolvierte Smith die verbleibenden 12 Spiele. Danach wurde er vertraglos und seitdem von keinem Team mehr verpflichtet. Danach beendete Smith seine Karriere. In über 1000 NBA-Spielen kam Smith auf einen Schnitt von 10,9 Punkte und 6,4 Rebounds pro Spiel. Gemessen an seiner Draftposition konnte Smith, trotz einer überdurchschnittlich langen NBA-Karriere, die Erwartungen nicht gänzlich erfüllen.

## Sonstiges
Smith war auch als Musiker aktiv und veröffentlichte unter dem Pseudonym Joe Beast ein Rap-Album. Im Film Rebound: The Legend of Earl 'The Goat' Manigault spielt Smith die Basketballlegende Connie Hawkins. Smith hat in seiner Karriere für 12 von 30 NBA-Teams gespielt. In der NBA-Geschichte gibt es nur noch drei weitere Spieler, die ebenfalls für 12 Mannschaften in ihrer Karriere spielten.